# 462 Eriphyla
Erifile (ufficialmente 462 Eriphyla) è un asteroide della fascia principale del diametro medio di circa 35,63 km. Scoperto nel 1900, presenta un'orbita caratterizzata da un semiasse maggiore pari a 2,8734795 UA e da un'eccentricità di 0,0830522, inclinata di 3,19125° rispetto all'eclittica.
Stanti i suoi parametri orbitali, è considerato un membro della famiglia Coronide di asteroidi.
Il suo nome è dedicato a Erifile, nella mitologia greca sorella di Adrasto e moglie di Anfiarao, che tradì il marito ai tempi della guerra dei Sette contro Tebe, venendo poi per questo uccisa da suo figlio Alcmeone.